# 瑞典共产党 (1995年)
瑞典共产党（瑞典語：Sveriges Kommunistiska Parti，缩写为SKP）是瑞典的一个共产主义政党。
该党的前身“工人党—共产党人”成立于1977年，由左翼党—共产党人内部的一个亲苏派别“火焰团体”建立。1995年，工人党—共产党人因被瑞典当局宣布为财务破产而解散；同年，原工人党—共产党人的党员另建“瑞典共产党”。